# Rosa Colorado
Rosa María Colorado (ur. 13 maja 1954 w Salamance) – hiszpańska lekkoatletka, medalistka igrzysk śródziemnomorskich i mistrzostw ibero-amerykańskich. Z powodzeniem startowała w biegach sprinterskich i średniodystansowych oraz płotkarskich.

## Kariera sportowa
Zdobyła brązowy medal w biegu na 400 metrów na igrzyskach śródziemnomorskich w 1975 w Algierze, przegrywając jedynie z Jelicą Pavličić z Jugosławii i Ritą Bottiglieri z Włoch, a także zajęła 4. miejsce w sztafecie 4 × 100 metrów. Zajęła 5. miejsce w biegu na 400 metrów na halowych mistrzostwach Europy w 1977 w San Sebastián. Na mistrzostwach Europy w 1978 w Pradze odpadła w eliminacjach biegu na 400 metrów przez płotki, a na halowych mistrzostwach Europy w 1980 w Sindelfingen w eliminacjach biegu na 800 metrów.
Wystąpiła w biegu na 400 metrów przez płotki na mistrzostwach świata w 1980 w Sittard (była to jedna z dwóch konkurencji rozgrywanych na tych mistrzostwach). Awansowała do półfinału, w którym zajęła 5. miejsce. Półfinalistki, które nie awansowały do finału, rozegrały finał „B”. Colorado zwyciężyła w tym biegu, lecz następnie została zdyskwalifikowana, gdyż nie przeszła pomyślnie testu antydopingowego.
Odpadła w eliminacjach biegu na 400 metrów przez płotki na mistrzostwach Europy w 1982 w Atenach. Zajęła 4. miejsce w tej konkurencji na igrzyskach śródziemnomorskich w 1983 w Casablance, a na mistrzostwach ibero-amerykańskich w 1983 w Barcelonie wywalczyła na tym dystansie srebrny medal.
Zajęła 4. miejsce w biegu na 800 metrów na halowych mistrzostwach Europy w 1985 w Pireusie, a na mistrzostwach Europy w 1986 w Stuttgarcie odpadła w półfinale tej konkurencji. Odpadła w eliminacjach na tym dystansie na halowych mistrzostwach Europy w 1987 w Liévin i na halowych mistrzostwach świata w 1987 w Indianapolis.
Odpadła w eliminacjach biegu na 800 metrów i sztafety 4 × 400 metrów na mistrzostwach świata w 1987 w Rzymie. Nie ukończyła finałowego biegu na 800 metrów na igrzyskach śródziemnomorskich w 1987 w Latakii. Odpadła w półfinale tej konkurencji na halowych mistrzostwach Europy w 1988 w Budapeszcie.
Zdobyła srebrny medal w sztafecie 4 × 400 metrów i brązowy medal w biegu na 800 metrów na mistrzostwach ibero-amerykańskich w 1988 w Meksyku.
Była mistrzynią Hiszpanii w biegu na 200 metrów w 1975 i 1977, w biegu na 400 metrów w latach 1972, 1974–1976, 1978 i 1970, w biegu na 800 metrów w latach 1984–1988, w biegu na 400 metrów przez płotki w 1979, 1980, 1982 i 1983 oraz w pięcioboju w 1975 i 1977. W hali była mistrzynią Hiszpanii w biegu na 400 metrów w latach 1972–1977 i 1979 oraz w biegu na 800 metrów w 1980, 1982, 1983 i 1987.
Wielokrotnie poprawiała rekord Hiszpanii: w biegu na 200 metrów z czasem 24,2 s (15 maja 1976 w Madrycie), trzykrotnie w biegu na 400 metrów (do czasu 53,8 s przy pomiarze ręcznym, 12 czerwca 1976 w Madrycie i 54,07 s przy pomiarze automatycznym, 14 czerwca 1975 w Madrycie) dwukrotnie w biegu na 800 metrów do czasu 2:00,33 (4 lipca 1987 w Oslo) i czterokrotnie w sztafecie 4 × 400 metrów do czasu 3:32,69 (24 lipca 1985 w Helsinkach). Wyrównała rekord Hiszpanii w biegu na 100 metrów z czasem 12,1 s (22 maja 1974 w Salamance). Była również dwukrotną rekordzistką swego kraju w biegu na 600 metrów do czasu 1:27,49 w 1987 i jednokrotną w biegu na 1000 metrów z wynikiem 2:40,01, uzyskanym w 1986, a w hali pięciokrotną rekordzistką w biegu na 400 metrów do rezultatu 53,78 s (w 1977) i czterokrotną w biegu na 600 metrów do czasu 1:30,4 (w 1988).
Rekordy życiowe:
- bieg na 400 metrów – 53,91 (23 sierpnia 1980, Madryt)
- bieg na 800 metrów – 2:00,33 (4 lipca 1987, Oslo)
- bieg na 400 metrów przez płotki – 57,41 (20 września 1980, Barcelona)